# Rio Avelames

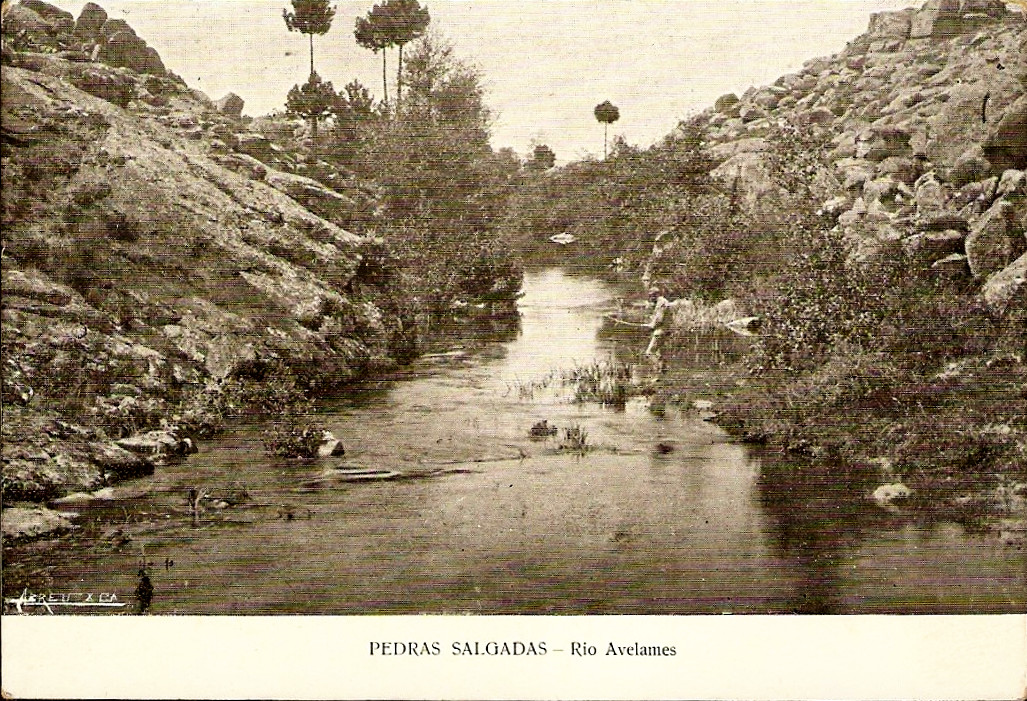
Postal do rio Avelames, início do século XX.

O rio Avelames é um rio de Portugal, situado no distrito de Vila Real.

## Geomorfologia
O rio corre no fundo da bacia de Pedras Salgadas, embutido no vale a cerca de dez a vinte metros. Tem a sua nascente na serra do Alvão, a noroeste de Cabanes, correndo para sudeste até ao topo da escarpa a oeste da Cidadelha, à cota de 900 metros, descendo depois para cotas de 650 metros, num percurso de um quilómetro. Ao deixar a bacia de Pedras Salgadas, o rio descreve um ângulo recto, cujo vértice encontra-se no prolongamento da escarpa ocidental. A partir daqui, corre em direcção a nor-nordeste, até próximo de Pontes, a uma cota de 560 metros, infletindo então para oeste. Na sua foz une-se ao Tâmega. No seu percurso atravessa a ponte romana de Ola em Bragado. Esta ponte de Ola é uma ponte romana de três arcos, em que o tabuleiro assenta num arco de volta perfeita, flanqueado pelos outros dois.
Associados ao rio Avelames ocorrem depósitos quaternários, com espessura inferior a dez metros. Os depósitos de terraço situam-se preferencialmente na margem direita, desde Cidadelhe até o norte de Pedras Salgadas, caracterizando-se como depósitos heterométricos, constituídos essencialmente por balastros bem rolados a rolados de corneana, quartzito e granito de matriz silto-argilosa.

## História
O rio atravessa a vila termal de Pedras Salgadas. Em Janeiro de 2016, durante um período de mau tempo, o rio galgou as margens nesta localidade, inundando o parque situado na margem direita, levando um passadiço e destruindo alguns muros.
Em Julho de 2013, a autarquia de Vila Pouca de Aguiar anunciou um plano de requalificação das margens do rio Avelames, com percursos pedestres e áreas de lazer, num investimento de 1.1 milhão de euros, integrado num projecto maior de requalificação da vila de Pedras Salgadas. A obra foi inaugurada dois anos depois, am Agosto de 2015, por ocasião da XIV Feira do Mel e do artesanato, com a presença do então ministro da presidência e dos assuntos parlamentares, Luís Marques Guedes.
Em Novembro de 2016, o deputado José Luís Ferreira do grupo parlamentar Os Verdes, questionou o governo na Assembleia da República sobre a poluição fora detectada sendo levada pela corrente do rio por vários quilómetros.